# Ouazguita
Ouazguita (en àrab وزكيطة, Wazgīṭa; en amazic ⵡⴰⵣⴳⵉⵟⴰ) és una comuna rural de la província d'Al Haouz, a la regió de Marràqueix-Safi, al Marroc. Segons el cens de 2014 tenia una població total de 5.440 persones.